# Крундмаэл мак Суибни
Крундмаэл мак Суибни (др.‑ирл. Crundmáel mac Suibni; умер в 660) — король Айлеха (636—660) из рода Кенел Эогайн.

## Биография
Крундмаэл был сыном правителя Айлеха и верховного короля Ирландии Суибне Заики, убитого в 628 году. После гибели в 636 году своего дяди Эрнайна мак Фиахная он унаследовал власть над Айлехом. Согласно трактату «Laud Synchronisms», Крундмаэл правил этим королевством двадцать четыре года.
По свидетельству исторических источников, в 637 году войско Кенел Эогайн участвовало в войне с верховным королём Ирландии Домналлом мак Аэдо из рода Кенел Конайлл. В этом конфликте айлехцы были союзниками короля Ульстера Конгала Кривого и правителя Дал Риады Домналла I. Их противником была коалиция правителей-Уи Нейллов, в которую, кроме Домналла мак Аэдо, входили Келлах мак Маэл Кобо, Коналл Каэл, короли-соправители Бреги Диармайт и Блатмак мак Аэдо Слане и их брат Дунхад. В состоявшемся при Маг Рот (современной Мойре) сражении победу одержало войско Домналла мак Аэдо. Король Конгал Кривой пал на поле боя. Ирландские анналы, не упоминая имени Крундмаэла мак Суибни, также сообщают, что в один день с битвой при Маг Рот объединённый флот Кенел Эогайн и Дал Риады потерпел поражение от флота Кенел Конайлл в сражении при Сайлтире (у побережья полуострова Кинтайр). Победы при Маг Рот и Сайлтире позволили Домналлу мак Аэдо избавиться от своего главного врага, короля Конгала Кривого, и положить конец притязаниям правителей Ульстера на титул верховного короля Ирландии. С того времени Северные Уи Нейллы окончательно утвердились как доминирующая сила в северной части острова. Предполагается, что в этой войне могла участвовать только та часть Кенел Эогайн, которая составляла септ Кенел Майк Эрке, соперничавший с семьёй Крундмаэла — Кенел Ферадайг — за власть над Айлехом. Для обоснования этого мнения приводится довод, что Крундмаэл вряд ли мог заключить союз с королём Конгалом Кривым, убийцей его отца Суибне.
Единственное упоминание имени Крундмаэла мак Суибни в ирландских анналах датировано 656 годом. В записях о событиях этого года сообщается, что правитель Кенел Эогайн одержал в сражении при Флескайге победу над айргиалльским королём Куммаскахом мак Айлелло, павшим на поле боя.
Вероятно, Крундмаэл мак Суибни скончался в 660 году. Известно, что сыновьями Крундмаэла были Ферг, унаследовавший после него престол, и Маэл Туйле, отец двух айлехских монархов — Фланна и Уртуйла.